# جوزيف ر. غروندي
جوزيف ر. غروندي (بالإنجليزية: Joseph R. Grundy)‏ هو سياسي أمريكي، ولد في 13 يناير 1863 في الولايات المتحدة، وتوفي في 3 مارس 1961 في باهاماس. حزبياً، نشط في الحزب الجمهوري. وقد انتخب عضو مجلس الشيوخ الأمريكي.